# في إتش إس 2
في/اتش/اس هو فلم رعب أمريكي يندرج تحت تصنيف افلام الFound Footage اوالتسجيلات المكتشفة اصدرالفلم سنة 2013 و هو الجزء الثاني لفلم في/اتش/اس 2012.

## القصة
تدور القصة حول رجل و امرأة عملهم هو تصوير الاخرين بدون علمهم بناءا علي طلب اشخاص اخرين لتصفية حسابات … فتطلب منهم سيدة ان يتتبعوا ابنها المختفي من مدة ثم يذهبون إلى المنزل المفروض انه كان يقطن به ثم يجدون في أحد غرف هذا المنزل مجموعة كبيرة من شرائط الفيديو و في كل فيديو قصة غريبة و مريبة و مرعبة كلها تعتمد علي كاميرا الفيديو كمحرك رئيسي لأحداث القصة.

## عن الفلم
- التصوير

تم تصوير الفلم باكثر من طاقم للتصوير و من أكتر من بلد و لكل قصة طاقم تصوير مختلف.
- التقييم

تم تقييم الفلم على موقع IMDB ب6.1/10  و حصل على موقع rottentomatoes بنسبة 70% 

## روابط خارجية
- الموقع الرسمي
- في إتش إس 2 على موقع IMDb (الإنجليزية)
- في إتش إس 2 على موقع ميتاكريتيك (الإنجليزية)
- في إتش إس 2 على موقع روتن توميتوز (الإنجليزية)
- في إتش إس 2 على موقع قاعدة بيانات الأفلام العربية
- في إتش إس 2 على موقع ألو سيني (الفرنسية)
- في إتش إس 2 على موقع أول موفي (الإنجليزية)
- في إتش إس 2 على موقع بوكس أوفيس موجو (الإنجليزية)
- في إتش إس 2 على موقع فيلمافينيتي (الإسبانية)
- في إتش إس 2 على موقع قاعدة بيانات الفيلم (الإنجليزية)
- في إتش إس 2 على موقع ليتربوكسد (الإنجليزية)